# The Move
The Move — британская рок-группа, созданная в конце 1965 года в Бирмингеме, исполнявшая пауэр-поп с элементами арт-рока, Motown и психоделии американского западного побережья. Группа, согласно Allmusic, оказалась «лучшей и наиважнейшей из британских групп, так и не пробившихся на американский рынок». Центральной фигурой в группе был гитарист и автор песен Рой Вуд, в песенном творчестве которого соединились «битловский поп и исключительно британское, иногда болезненное чувство юмора». Изначально в группе было четыре основных вокалиста (Вуд, Карл Уэйн, Тревор Бертон и Крис «Эйс» Кеффорд), которые разделили обязанности ведущих вокалистов между собой.
С 1967—1970 годы семь синглов группы входили в первую десятку UK Singles Chart; наибольший успех из них имел «Blackberry Way», в 1968 году достиг 1-о места в хит-параде. К 1972 году The Move сократилась до трио, состоящего из Вуда, Бива Бивэна и Джеффа Линна, бывшего участника The Idle Race. Этот же состав развивал сторонний проект под названием Electric Light Orchestra, который добился большого международного успеха после распада The Move, а Рой Вуд после создал группу Wizzard.

## Дискография

### Синглы
- «Night of Fear» / «(The) Disturbance» — (1967, UK #2)
- «I Can Hear the Grass Grow» / «Wave The Flag And Stop The Train» (1967, UK #5)
- «Flowers in the Rain» / «(Here We Go Round The) Lemon Tree» (1967, UK #2: первый сингл переданный новой станцией BBC Radio 1)
- «Fire Brigade» / «Walk Upon The Water» (1968, UK #3)
- «Wild Tiger Woman» / «Omnibus» (1968, UK #53)
- «Something» / «Yellow Rainbow» (только в США, 1968)
- «Blackberry Way» / «Something» (1968, UK #1)
- «Curly» / «This Time Tomorrow» (1969, UK #12)
- «Brontosaurus» / «Lightning Never Stikes Twice» (1970, UK #7)
- «When Alice Comes Back To The Farm» / «What?!?!» (1970, только в США)
- «Ella James» / «No Time» (1971, в UK на Harvest снят с производства)
- «Tonight» / «Don’t Mess Me Up» (1971, UK #11)
- «Chinatown» / «Down On The Bay» (1971, UK #23)
- «California Man» / «Do Ya» / «Ella James» (1972, UK #7)

### EP’s
- Something Else from the Move (1968)

### Альбомы
- 1968 — The Move (#15 UK)
- 1969 — Shazam
- 1970 — Looking On
- 1972 — Message from the Country

### Бутлеги
- Omnibus (1972)
- Looking In (1992: 15 треков Move, 6 — Wizzard)
- Black Country Rock (1993, позже вышел официально как The BBC Sessions)

### Компиляции
- Split Ends (1972)
- The Best Of The Move (1974)
- Great Move!: The Best Of The Move (1994)
- The BBC Sessions (1995)
- Movements: 30th Anniversary Anthology (1997)

## Бывшие участники

### Официальные
- Бив Бивэн — ударные, перкуссия, вокал (1965—1972, 1981, 2004—2014)
- Рой Вуд — соло и ритм-гитара, клавишные, вокал, бас-гитара, саксофон (1965—1972, 1981)
- Карл Уэйн — вокал, ритм-гитара (1965—1970; умер в 2004)
- Тревор Бартон — ритм-гитара (1965—1969), соло-гитара, вокал (2004—2014) (неофициальный участник 2004—2007)
- Эйс Кеффорд — вокал, бас-гитара, гитара (1965—1968, 1981)
- Рик Прайс —  бас-гитара, вокал (1969—1971; умер в 2022)
- Джефф Линн — ритм и соло-гитара, клавишные, вокал, бас-гитара, ударные  (1969—1972)
- Фил Бейтс — вокал, ритм-гитара (2004—2007)
- Нил Локвуд — клавишные, вокал (2004—2014)
- Фил Три — бас-гитара, вокал (2004—2014)
- Гордон Хилер — ритм-гитара, вокал (2007—2014)
- Тони Келси — ритм-гитара, вокал (2014)
- Эбби Брант — клавишные, вокал (2014)

### Неофициальные
- Ричард Тэнди —  бас-гитара, клавишные, ритм-гитара (1968—1969, 1971—1972)
- Билл Хант — духовые, рожок, клавишные (1971—1972)